# Sivagiri
Sivagiri fou un estat tributari protegit, del tipus zamindari, a la taluka Sankaranayinarkovil del districte de Tinnevelly a la presidència de Madras, amb una superfície de 324 km² i una població (1901) de 58.000 habitants. Pagava un tribut o peshkash de 55.000 rupies. Sota domini britànic, en els períodes de minories fou administrat per la Cort de Wards. La capital era Sivagiri.